# تفجير أبي صيدا بالكلور
كان تفجير أبو صيدا هجومًا بسيارة مفخخة و مجهزة بغاز الكلور وقع في الخامس عشر من مايو 2007، في سوق مفتوح في قرية أبو صيدا بمحافظة ديالى العراقية.  و وقع الانفجار في سوق شعبي أسفر الهجوم عن مقتل ما يصل إلى 45 شخصًا وإصابة 60 آخرين في القرية الشيعية ،  وهو أعلى عدد من القتلى في جميع تفجيرات الكلور في العراق . أنكرت مصادر عسكرية عراقية وأمريكية في البداية استخدام الكلور. 
ووفقًا للبيان الرسمي، فإن الحادث نجم عن انتحاري يقود شاحنة مفخخة محمّلة بالكلور. وقد تبعه سقوط قذيفتي هاون في المنطقة ذاتها، مما زاد من عدد الضحايا؛ إذ أفاد أحد أعضاء المجلس البلدي بأن القوات الأمنية العراقيّة كانت على علم بالتهديد لكنها لم تتفاعل جدّيًا معه
الآثار المادية والنفسية للحادث”
جلب الانفجار مناخًا من الرعب إلى ناحية أبو صيدا، إذ لم يقتصر تأثير الكلور على الضرر البدني فحسب، بل ترك آثارًا نفسية عميقة لدى السكان. قال أحد المصابين:
“العينُ أصبحت منتفخة بسبب غاز الكلور، وشعرت بصعوبة في التنفّس وشنوق في صدري.”
وأبلغت المستشفيات القريبة في المقدادية وحي الصدر ببغداد عن استقبال حالات ظهر عليها أعراض تضرر بالعيون والحلق وصعوبة في التنفّس. وأكد مسؤول أمني أن شاحنة مفخخة ضخمة انفجرت وسط السوق الشعبي، تلتها قذيفتا هاون أضافتا إلى السقوط. نُقل عدد من المصابين إلى مستشفيات بغداد، حيث تلقى 11 منهم علاجًا لأعراض مشابهة للتسمم الكلوري، بينما شكَّلت هذه الحادثة نموذجًا لاستخدام الكلور كأداة لإثارة الخوف والفزع بين المدنيين